# Jack Gibson (ishockeyspelare)

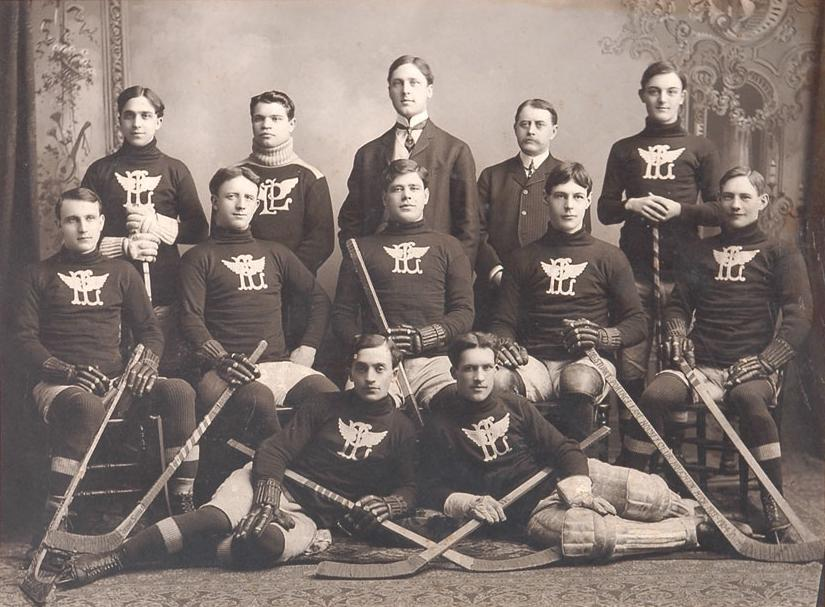
Jack Gibson, i mitten i mellanraden, med Portage Lakes Hockey Club säsongen 1903–04.

John Liddell "Jack" "Doc" Gibson, född 10 september 1880 i Berlin, Ontario, död 4 november 1954 i Calgary, Alberta, var en kanadensisk ishockeyspelare både på amatörnivå och professionellt.
Jack Gibson spelade för Portage Lakes Hockey Club i Houghton, Michigan, åren 1900–1907 och var lagkapten och en initiativtagare då laget var med och bildade International Professional Hockey League, IPHL, säsongen 1904–05 som den första helprofessionella ishockeyligan.
Gibson valdes in i Hockey Hall of Fame 1976.